# Buenavista (Lagos de Moreno)
Buenavista es una localidad del estado mexicano de Jalisco. Es parte del municipio de Lagos de Moreno.

## Demografía
| Gráfica de evolución demográfica |
|                                  |

| Censo | Población |
| ----- | --------- |
| 1900  | 456       |
| 1910  | 525       |
| 1921  | 339       |
| 1930  | 364       |
| 1940  | 208       |
| 1950  | 184       |
| 1960  | 262       |
| 1970  | 382       |
| 1980  | 561       |
| 1990  | 669       |
| 2000  | 1 065     |
| 2010  | 819       |
| 2020  | 1 519     |